# كازوهيرو وادا
كازوهيرو وادا (باليابانية: 和田一浩 ) (و. 1972  م) هو لاعب كرة قاعدة ياباني، ولد في غيفو، غيفو، شارك في الألعاب الأولمبية الصيفية 2004، مركز لعبه هو لاعب دفاع ‏.
.

## روابط خارجية
- كازوهيرو وادا على موقع الدوري الياباني لكرة القاعدة (الإنجليزية)
- كازوهيرو وادا على موقعبيزبول رفرنس.كوم (الدوري الثانوي) (الإنجليزية)
- كازوهيرو وادا على موقع أوليمبيديا (الإنجليزية)